# Albraunia
Albraunia je manji biljni rod iz porodice trpučevki smješten u tribus Antirrhineae. Postoje tri priznate vrste iz Iraka i Irana.

## Vrste
1. Albraunia foveopilosa Speta
2. Albraunia fugax (Boiss. & Noë) Speta
3. Albraunia psilosperma Speta